# Phyllotreta cruralis
Phyllotreta cruralis es una especie de insecto coleóptero de la familia Chrysomelidae. Fue descrita científicamente en 1895 por Abeille.